# Siergiej Zotow
Siergiej Siergiejewicz Zotow, ros. Сергей Сергеевич Зотов (ur. 8 lutego 1973 w Moskwie) – rosyjski hokeista.

## Kariera
- Kord Szczokino (1990-1992)
- Dinamo 2 Moskwa (1992/1993)
- Kominieft Niżnij Odies (1993-1994)
- Tiechnołog Uchta (1994-1995)
- Krylja Sowietow 2 Moskwa (1996-1997)
- Dizelist Penza (1997)
- MGU Moskwa (1997-1998)
- Spartak 2 Moskwa (1998)
- SKH Sanok (1998-1999)

Urodził się 8 lutego 1973 w Moskwie. Wychowanek Dinama Moskwa. Występował w klubach rosyjskich, a także w polskiej drużynie z Sanoka w sezonie 1998/1999.
Po zakończeniu kariery zawodniczej został trenerem wyższej kwalifikacyjnej kategorii, starszym trenerem, wykładowcą hokeja i wykładowcą. Od 2005 szkoleniowiec drużyny juniorskiej Siewiernaja Zwiezda w Moskwie.